# نیروی زمینی بریتانیا

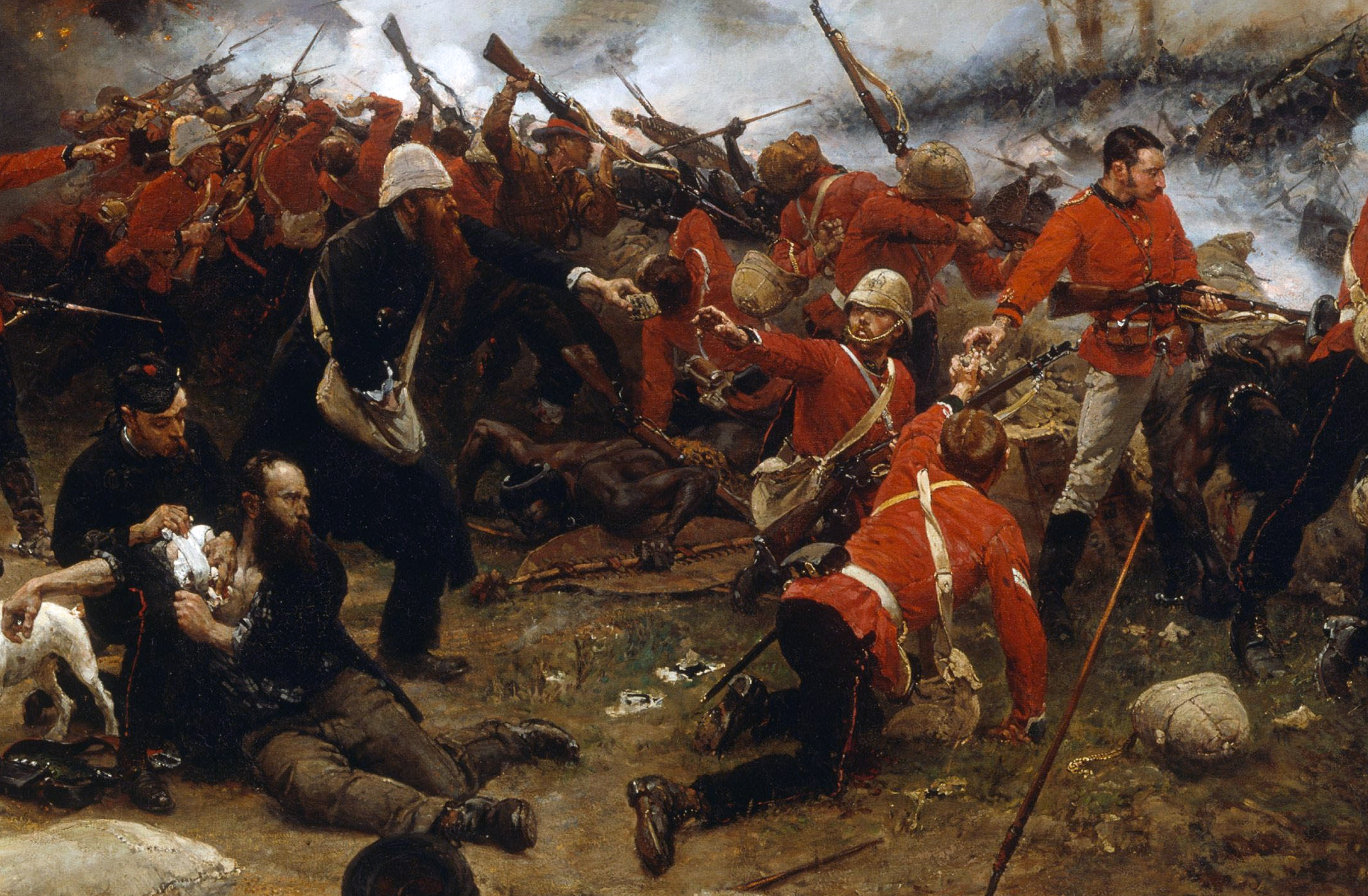
سربازان نیروی زمینی بریتانیا در جنگ زولو در سال ۱۸۸۰

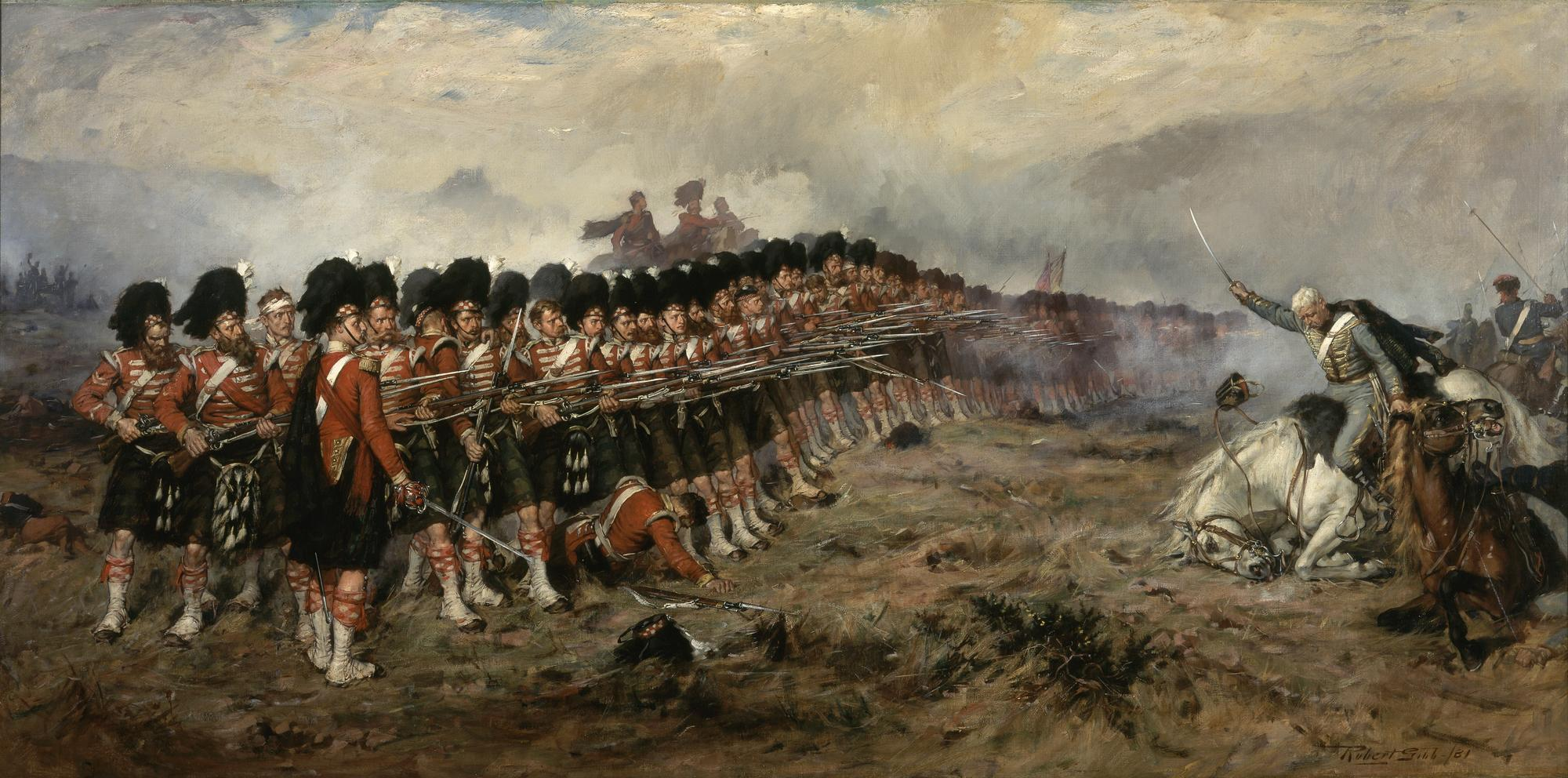
آغاز جنگ کریمه بین امپراتوری بریتانیا، امپراتوری فرانسه، امپراتوری عثمانی و امپراتوری روسیه در سال ۱۸۵۴

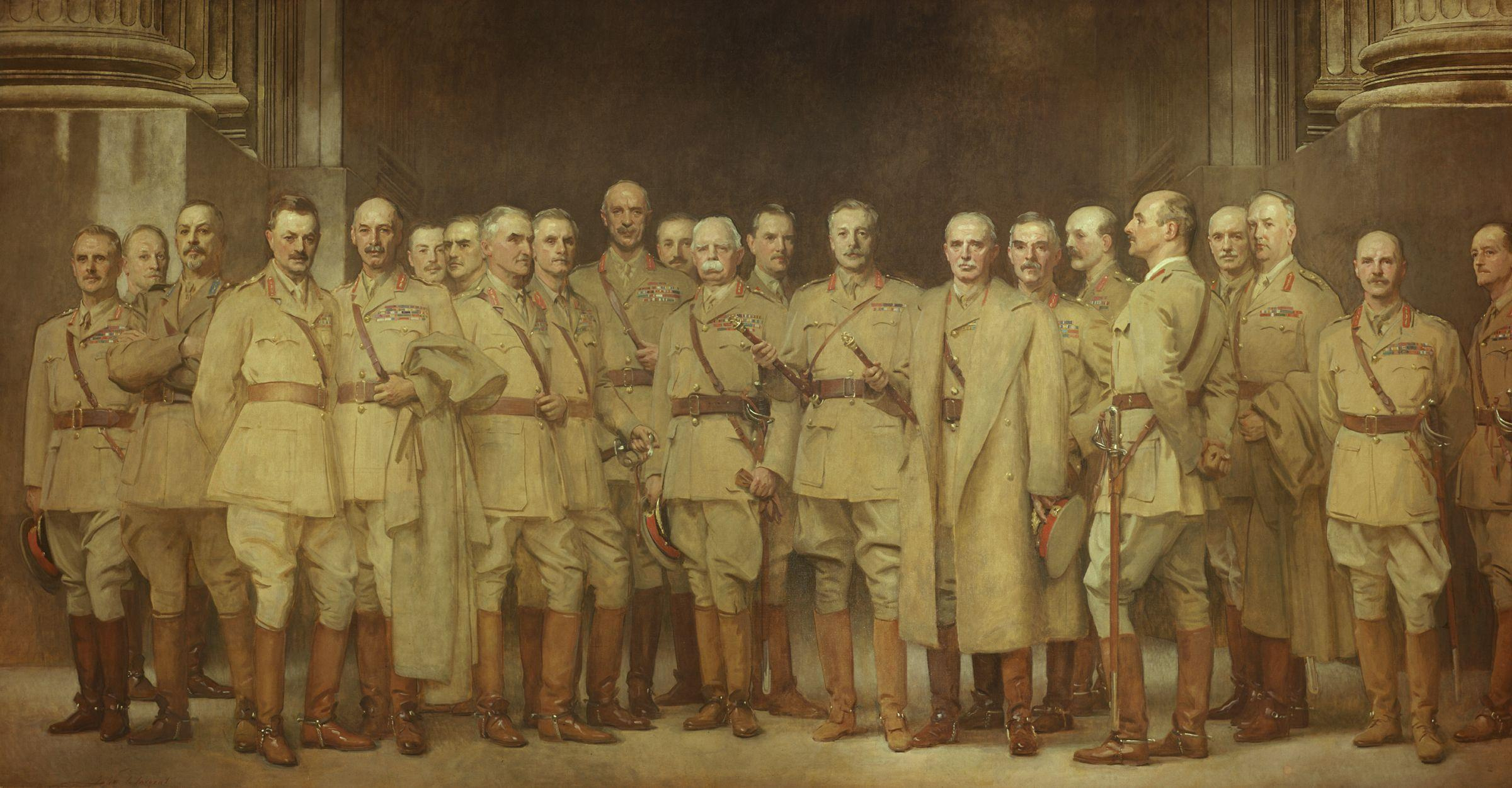
فرماندهان عالی‌رتبه و ژنرال‌های نیروی زمینی بریتانیا در طول جنگ جهانی اول

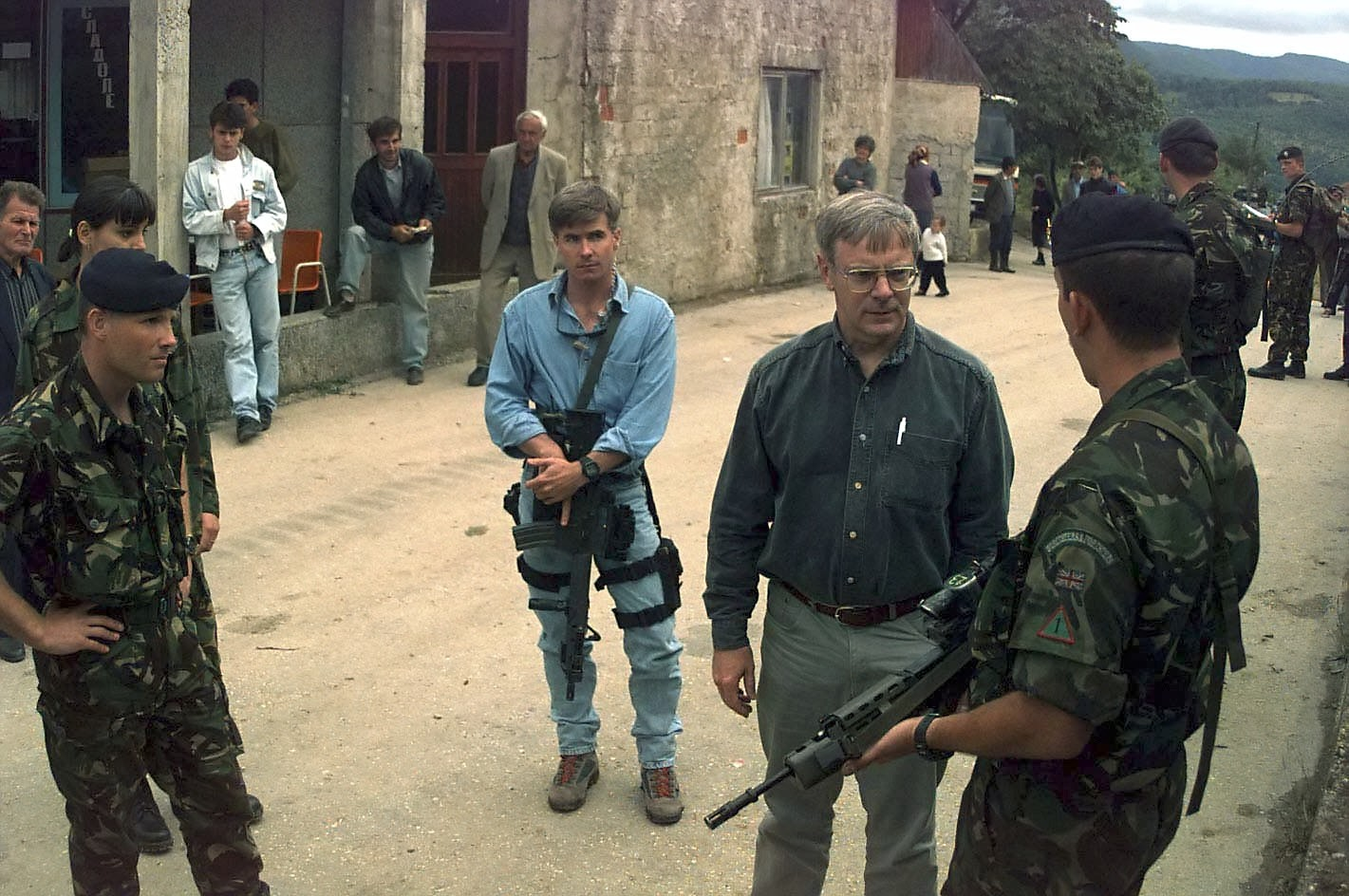
نیروهای بریتانیایی در جنگ بوسنی در سال ۱۹۹۶ میلادی

نیروی زمینی بریتانیا (به انگلیسی: British Army) بخشی از نیروهای مسلح بریتانیا است که بازوی نظامی و مسئول محافظت از مجموعه قلمروها، مستعمرات، متعلقات و مناطق تحت حکمرانی انگلستان، بریتانیا و امپراتوری بریتانیا است.
نیروی زمینی بریتانیا در جنگ‌های مشهوری همچون جنگ‌های ناپلئونی، جنگ کریمه، جنگ استقلال آمریکا، جنگ جهانی اول و جنگ جهانی دوم شرکت داشته است.
این نیرو، قوای اصلی جنگ زمینی بریتانیای کبیر و ایرلند شمالی است. از اول ژانویه ۲۰۲۵، نیروی زمینی بریتانیا شامل ۷۳۸۴۷ پرسنل تمام وقت منظم، ۴۱۲۷ گورخا، ۲۵۷۴۲ پرسنل ذخیره داوطلب و ۴۶۹۷ «پرسنل دیگر» است که در مجموع ۱۰۸۴۱۳ نفر می‌شود.
تاریخچه ارتش بریتانیا به سال ۱۷۰۷ و تشکیل پادشاهی بریتانیای کبیر برمی‌گردد که پادشاهی‌های انگلستان و اسکاتلند را به یک کشور یکپارچه تبدیل نمود و از آن پس، ارتش‌های انگلیس اسکاتلند در یکدیگر ادغام شدند و ارتش بریتانیا تشکیل شد. لایحه حقوق انگلیس ۱۶۸۹ و قانون ادعای حقوق اسکاتلند ۱۶۸۹ برای حفظ ارتش دائمی در زمان صلح، نیاز به رضایت پارلمان دارند. نیروی زمینی بریتانیا توسط وزارت دفاع اداره و توسط رئیس ستاد کل فرماندهی می‌شود. نیروی زمینی بریتانیا در بدو تأسیس، که عمدتاً از سواره‌نظام و پیاده‌نظام تشکیل شده بود، یکی از دو نیروی منظم (نیروهای ذخیره جداگانه‌ای نیز وجود داشتند) در ارتش بریتانیا (آن بخش‌هایی از نیروهای مسلح بریتانیا که وظیفه جنگ زمینی را بر عهده داشتند، برخلاف نیروهای دریایی) بود و دیگری سپاه نظامی مهمات (متشکل از توپخانه سلطنتی، مهندسان سلطنتی و سربازان و معدنچیان سلطنتی) از هیئت مهمات بود که به همراه اداره کمیساریای غیرنظامی اولیه، انبارها و ادارات تدارکات، همچنین پادگان‌ها و سایر ادارات، هنگامی که هیئت مهمات در سال ۱۸۵۵ منحل شد، در ارتش بریتانیا ادغام شدند. سایر ادارات غیرنظامی هیئت مهمات نیز در وزارت جنگ ادغام شدند.
ارتش بریتانیا شاهد جنگ‌های بزرگی بین قدرت‌های بزرگ جهان، از جمله جنگ هفت ساله، جنگ انقلاب آمریکا، جنگ‌های ناپلئونی، جنگ کریمه و جنگ‌های جهانی اول و جنگ جهانی دوم بوده است. پیروزی‌های بریتانیا در بیشتر این جنگ‌های سرنوشت‌ساز به آن اجازه داد تا بر رویدادهای جهانی تأثیر بگذارد و خود را به عنوان یکی از قدرت‌های نظامی و اقتصادی پیشرو در جهان تثبیت کند. از پایان جنگ سرد، ارتش بریتانیا در تعدادی از مناطق جنگی، اغلب به عنوان بخشی از یک نیروی اعزامی، یک نیروی ائتلاف یا بخشی از یک عملیات حفظ صلح سازمان ملل متحد، فعالیت کرده است.

## تاریخچه

### شکل‌گیری
تا زمان جنگ‌های سه پادشاهی (۱۶۳۹–۱۶۵۳)، نه انگلستان و نه اسکاتلند ارتش دائمی با افسران حرفه‌ای و سرجوخه‌ها و گروهبان‌های حرفه‌ای نداشتند. انگلستان به شبه‌نظامیان سازماندهی‌شده توسط مقامات محلی یا نیروهای خصوصی بسیج‌شده توسط اشراف، یا به مزدوران اجیرشده از اروپا متکی بود. از اواخر قرون وسطی تا جنگ‌های سه پادشاهی، زمانی که به یک نیروی اعزامی خارجی نیاز بود، مانند نیرویی که هنری پنجم انگلستان به فرانسه برد و در نبرد آگینکورت (۱۴۱۵) جنگید، ارتش، یک ارتش حرفه‌ای، برای مدت زمان لشکرکشی تشکیل می‌شد.
در طول جنگ‌های سه پادشاهی، اعضای پارلمان انگلیس متوجه شدند که استفاده از شبه‌نظامیان شهرستانی که در انجمن‌های منطقه‌ای (مانند انجمن شرقی) سازماندهی شده بودند، اغلب توسط اعضای محلی پارلمان (اعم از مجلس عوام و مجلس اعیان) فرماندهی می‌شدند، در حالی که بیش از حد قادر به حفظ موقعیت خود در مناطقی بودند که نمایندگان پارلمان کنترل می‌کردند، بعید بود که در جنگ پیروز شوند؛ بنابراین پارلمان دو اقدام را آغاز کرد. فرمان خودانکاری، اعضای پارلمان (به استثنای قابل توجه الیور کرامول، که در آن زمان عضو پارلمان و لرد محافظ آینده بود) را از خدمت به عنوان افسر در ارتش‌های پارلمانی منع کرد. این امر تمایزی بین غیرنظامیان پارلمان که تمایل داشتند از نظر ماهیت، آشتی‌جو با سلطنت‌طلبان ("کاوالیرز") باشند، و یک سپاه از افسران حرفه‌ای که تمایل داشتند مستقل (از کنگره) باشند، ایجاد کرد. اقدام دوم، تصویب قانون برای ایجاد ارتشی با بودجه پارلمانی به فرماندهی لرد ژنرال توماس فیرفکس بود که به عنوان ارتش مدل جدید شناخته شد.
اگرچه این فرمول، فرمولی برنده در جنگ بود، اما ارتش مدل جدید، که سازماندهی شده و از نظر سیاسی فعال بود، بر سیاست دوره فترت تسلط یافت و تا سال ۱۶۶۰ به‌طور گسترده مورد تنفر قرار گرفت. ارتش مدل جدید در بازگشت سلطنت در سال ۱۶۶۰ با به سلطنت رسیدن چارلز دوم، مورد حمایت قرار گرفت و منحل شد. برای دهه‌های متمادی، زیاده‌روی‌های ادعایی ارتش مدل جدید تحت الحمایه /مشترک‌المنافع تحت حکومت الیور کرامول به عنوان تبلیغات مورد استفاده قرار می‌گرفت (و هنوز هم در فولکلور ایرلندی وجود دارد) و حزب ویگ از اجازه دادن به یک ارتش دائمی برای ادامه فعالیت با حقوق و امتیازات توافق شده تحت بازگشت پادشاه، خودداری کرد. قوانین مربوط به شبه‌نظامیان در سال‌های ۱۶۶۱ و ۱۶۶۲ مانع از آن شد که مقامات محلی شبه‌نظامیان را فراخوانده و مخالفان محلی خود را سرکوب کنند. فراخواندن شبه‌نظامیان تنها در صورتی امکان‌پذیر بود که شاه و نخبگان محلی با این کار موافقت کنند.
شاه چارلز دوم و حامیان «کاوالیر» /سلطنت‌طلب او، طرفدار ارتش جدیدی تحت کنترل سلطنتی بودند و بلافاصله پس از بازگشت سلطنت در سال‌های ۱۶۶۰ تا ۱۶۶۱ کار بر روی تأسیس آن را آغاز کردند. اولین هنگ‌های ارتش انگلیس، شامل عناصری از ارتش منحل‌شدهٔ مدل جدید، بین نوامبر ۱۶۶۰ و ژانویه ۱۶۶۱ تشکیل شدند و به یک نیروی نظامی دائمی برای انگلستان تبدیل شدند (که توسط پارلمان تأمین مالی می‌شد). ارتش‌های سلطنتی اسکاتلند و ایرلند توسط پارلمان‌های اسکاتلند و ایرلند تأمین مالی می‌شدند. کنترل پارلمانی توسط لایحه حقوق ۱۶۸۹ و قانون ادعای حقوق ۱۶۸۹ برقرار شد، اگرچه پادشاه حداقل تا پایان قرن نوزدهم به تأثیرگذاری بر جنبه‌هایی از مدیریت ارتش ادامه داد.
پس از بازگشت سلطنت، شاه چارلز دوم، چهار هنگ پیاده‌نظام و سواره نظام را با هزینه‌ای بالغ بر ۱۲۲۰۰۰ پوند از بودجه عمومی، گرد هم آورد و آنها را نگهبانان خود نامید. این پایه و اساس ارتش دائمی انگلیس بود. تا سال ۱۶۸۵ تعداد آنها به ۷۵۰۰ سرباز در هنگ‌های رژه رونده و ۱۴۰۰ مرد که به‌طور دائم در پادگان‌ها مستقر شده بودند. شورش مونموث در سال ۱۶۸۵ به جانشینش، شاه جیمز دوم، اجازه داد تا نیروها را به ۲۰۰۰۰ نفر افزایش دهد. در سال ۱۶۷۸ زمانی که انگلستان در مرحله پایانی جنگ فرانسه و هلند در کانال مانش نقش داشت، ۳۷۰۰۰ نفر بودند. پس از سلطنت دوگانه پروتستان، ویلیام سوم و همسرش مری دوم، پس از یک بحران کوتاه قانون اساسی، به‌طور مشترک به تخت سلطنت نشستند، زیرا پارلمان، پدر مری، شاه جیمز دوم، سلف خود را (که کاتولیک باقی مانده بود) در دوران سلطنت کوتاه و بحث‌برانگیزش، از تخت سلطنت پایین کشید و به تبعید فرستاد. سپس انگلستان خود را درگیر جنگ اتحاد بزرگ در قاره اروپا کرد، که عمدتاً برای جلوگیری از حمله احتمالی یک پادشاه کاتولیک فرانسوی که جیمز دوم تبعیدی (پدر ملکه مری و هنوز یک کاتولیک رومی) را بازگرداند، صورت گرفت. بعداً در سال ۱۶۸۹ ویلیام سوم برای تثبیت جایگاه خود و مری بر سلطنت، ارتش جدید انگلیس را به ۷۴۰۰۰ نفر و سپس چند سال بعد به ۹۴۰۰۰ نفر در سال ۱۶۹۴ گسترش داد. پارلمان که بسیار نگران بود، کادر ارتش را در سال ۱۶۹۷ به ۷۰۰۰۰ نفر کاهش داد. در این دوره اسکاتلند و ایرلند که از نظر تئوری دارای تشکیلات نظامی جداگانه‌ای بودند، به‌طور غیررسمی با نیروی سلطنتی انگلیس ادغام شدند.
ارتش‌های انگلیس و اسکاتلند تحت یک فرماندهی عملیاتی ادغام شده و برای جنگ جانشینی اسپانیا در هلند مستقر شدند. اگرچه اکنون همه هنگ‌ها بخشی از تشکیلات نظامی جدید بریتانیا بودند، ولی آنها تحت ساختار فرماندهی عملیاتی قدیمی باقی ماندند و بخش زیادی از اخلاق، آداب و رسوم و سنت‌های نهادی ارتش‌های دائمی را که اندکی پس از بازگشت سلطنت ۴۷ سال قبل ایجاد شده بود، حفظ کردند. اگرچه از نظر فنی، هنگ پیاده سلطنتی اسکاتلند در سال ۱۶۳۳ ایجاد شد و قدیمی‌ترین هنگ ارتش بریتانیا است، هنگ‌های اسکاتلندی و ایرلندی فقط در تاریخ ورودشان به انگلیس (یا تاریخی که برای اولین بار در تشکیلات انگلیسی قرار گرفتند) مجاز به کسب رتبه در ارتش انگلیس بودند. در سال ۱۶۹۴ هیئتی از افسران کل برای تصمیم‌گیری در مورد رتبه هنگ‌های انگلیسی، ایرلندی و اسکاتلندی که در هلند خدمت می‌کردند، تشکیل شد.

### امپراتوری بریتانیا
پس از سال ۱۷۰۷، سیاست قاره‌ای بریتانیا مهار گسترش قدرت‌های رقیب مانند فرانسه و اسپانیا بود. اگرچه اسپانیا در طول دو قرن گذشته قدرت برتر جهانی و تهدید اصلی برای جاه‌طلبی‌های استعماری اولیه انگلستان در آن سوی اقیانوس اطلس بود، اما نفوذ آن در این دوره رو به کاهش بود. با این حال، جاه‌طلبی‌های ارضی فرانسوی‌ها منجر به جنگ جانشینی اسپانیا و جنگ‌های ناپلئونی بعدی شد.
اگرچه نیروی دریایی سلطنتی به‌طور گسترده به عنوان نیروی حیاتی برای ظهور امپراتوری بریتانیا در نظر گرفته می‌شود، ارتش بریتانیا نقش مهمی در تشکیل مستعمرات، کشورهای تحت الحمایه و سلطه‌ها در قاره آمریکا، آفریقا، آسیا، هند و استرالیا ایفا کرد. سربازان بریتانیایی مکان‌ها و سرزمین‌های مهم استراتژیک را تصرف کردند و ارتش درگیر جنگ‌هایی برای تأمین مرزهای امپراتوری، امنیت داخلی و حمایت از دولت‌ها و شاهزادگان دوست بود. از جمله این اقدامات می‌توان به جنگ فرانسه و هند / جنگ هفت ساله، جنگ انقلاب آمریکا، جنگ‌های ناپلئونی، جنگ‌های اول و دوم تریاک، شورش بوکسورها، جنگ‌های نیوزیلند، جنگ‌های مرزی استرالیا، شورش سپوی در سال ۱۸۵۷، جنگ‌های اول و دوم بوئر، یورش‌های فینیان، جنگ استقلال ایرلند، مداخلات در افغانستان (با هدف حفظ یک کشور حائل بین هند بریتانیا و امپراتوری روسیه) و جنگ کریمه (برای حفظ فاصله امن امپراتوری روسیه در شمال دریای سیاه با کمک به امپراتوری عثمانی) اشاره کرد. ارتش بریتانیا، مانند ارتش انگلیس، با پادشاهی‌های اسپانیا، فرانسه (از جمله امپراتوری اول فرانسه) و هلند (جمهوری هلند) برای برتری در آمریکای شمالی و هند غربی جنگید. این ارتش با کمک بومیان، ایالت‌ها و استعمارگران، فرانسه نو را فتح کرد. ارتش بریتانیا در جنگ انقلاب آمریکا شکست خورد و سیزده مستعمره را از دست داد، اما کانادا و دریای مدیترانه را مانند آمریکای شمالی بریتانیا، از جمله برمودا (که در اصل بخشی از مستعمره ویرجینیا بود و در ابتدا به شدت با شورشیان استعماری آمریکایی در اوایل جنگ همدردی می‌کرد) حفظ نمود.
ارتش بریتانیا به شدت در جنگ‌های ناپلئونی درگیر بود و در تعدادی از لشکرکشی‌ها در اروپا (از جمله استقرار مداوم در جنگ شبه جزیره)، کارائیب، شمال آفریقا و آمریکای شمالی شرکت داشت. جنگ بین بریتانیا و امپراتوری اول فرانسه ناپلئون بناپارت در سراسر جهان گسترش یافت؛ در اوج خود در سال ۱۸۱۳، ارتشی منظم بود که از بیش از ۲۵۰٬۰۰۰ نفر تشکیل می‌شد. ائتلافی از ارتش‌های انگلیسی-هلندی و پروس تحت فرماندهی دوک ولینگتون و فیلد مارشال فون بلوشر سرانجام ناپلئون را در واترلو در سال ۱۸۱۵ شکست داد.
در این دوره انگلیسی‌ها از نظر سیاسی و نظامی در ایرلند درگیر بودند. لشکرکشی الیور کرامول، محافظ جمهوری‌خواه انگلیسی، شامل برخورد سازش‌ناپذیر با شهرهای ایرلندی (به‌ویژه دروگدا و وکسفورد) بود که در طول جنگ داخلی انگلیس از سلطنت‌طلبان حمایت می‌کردند. ارتش انگلیس (و متعاقباً ارتش بریتانیا) در درجه اول برای سرکوب شورش‌ها یا بی‌نظمی‌های ایرلندی‌ها، در ایرلند باقی ماند. علاوه بر درگیری با ملی‌گرایان ایرلندی، با احتمال نبرد با اسکاتلندی‌های آنگلو-ایرلندی و اولستر در ایرلند روبرو بود که از مالیات نامطلوب بر محصولات ایرلندی وارداتی به بریتانیا خشمگین بودند. آنها به همراه سایر گروه‌های ایرلندی، یک ارتش داوطلب تشکیل دادند و تهدید کردند که در صورت عدم برآورده شدن شرایطشان، از استعمارگران آمریکایی تقلید خواهند کرد. دولت بریتانیا با درس گرفتن از تجربه خود در آمریکا، به دنبال یک راه‌حل سیاسی بود. ارتش بریتانیا در شورش ۱۷۹۸ با شورشیان ایرلندی - پروتستان و کاتولیک - عمدتاً در اولستر و لینستر (ایرلندی‌های متحد ولف تون) جنگید.
در نبرد رانش رورک در سال ۱۸۷۹، یک نیروی کوچک بریتانیایی حمله نیروهای عظیم زولو را دفع کرد؛ یازده صلیب ویکتوریا برای دفاع از آن اهدا شد.
ارتش بریتانیا علاوه بر نبرد با ارتش‌های دیگر امپراتوری‌های اروپایی (و مستعمرات سابق آن، ایالات متحده، در جنگ ۱۸۱۲)، با چینی‌ها در جنگ‌های اول و دوم تریاک و شورش بوکسورها، با قبایل مائوری در اولین جنگ از جنگ‌های نیوزیلند، با نیروهای نواب شیراج‌الدوله و شورشیان کمپانی هند شرقی بریتانیا در شورش سپوی در سال ۱۸۵۷، با بوئرها در جنگ‌های اول و دوم بوئر، با فینیان‌های ایرلندی در کانادا در طول حملات فینیان‌ها و با جدایی‌طلبان ایرلندی در جنگ انگلیس و ایرلند جنگید. افزایش تقاضا برای گسترش امپراتوری و ناکافی بودن و ناکارآمدی ارتش، شبه‌نظامیان، سپاه نظامی، نیروهای داوطلب و ارتش بریتانیا که بودجه کمی داشتند، پس از جنگ‌های ناپلئونی منجر به مجموعه‌ای از اصلاحات پس از شکست‌های جنگ کریمه شد.

### جنگ‌های جهانی
بریتانیا در طول قرن بیستم توسط قدرت‌های دیگر، در درجه اول امپراتوری آلمان و آلمان نازی، به چالش کشیده شد. یک قرن پیش از آن، این کشور با فرانسه ناپلئونی برای برتری جهانی رقابت می‌کرد و متحدان طبیعی بریتانیای هانوفر، پادشاهی‌ها و امیرنشین‌های شمال آلمان بودند. در اواسط قرن نوزدهم، بریتانیا و فرانسه در جلوگیری از تصاحب امپراتوری عثمانی توسط روسیه متحد بودند، اگرچه ترس از تهاجم فرانسه اندکی پس از آن منجر به ایجاد نیروی داوطلب شد. در دهه اول قرن بیستم، بریتانیا با فرانسه (از طریق آنتانت کوردیال) و روسیه (که توافق پنهانی با فرانسه برای حمایت متقابل در جنگ علیه امپراتوری آلمان به رهبری پروس و امپراتوری اتریش-مجارستان داشت) متحد شد.
هنگامی که جنگ جهانی اول در اوت ۱۹۱۴ آغاز شد، ارتش بریتانیا نیروی اعزامی بریتانیا، که عمدتاً از نیروهای ارتش منظم تشکیل شده بود، را به فرانسه و بلژیک فرستاد. این نبرد در ادامه جنگ، به جنگ سنگر به سنگر تبدیل شد. در سال ۱۹۱۵ ارتش، نیروی اعزامی مدیترانه را برای حمله به امپراتوری عثمانی از طریق گالیپولی ایجاد کرد، که تلاشی ناموفق برای تصرف قسطنطنیه و تأمین مسیر دریایی به روسیه بود.
جنگ جهانی اول با نزدیک به ۸۰۰۰۰۰ کشته و بیش از دو میلیون زخمی، ویرانگرترین جنگ در تاریخ نظامی بریتانیا بود. در اوایل جنگ، نیروی هوایی بریتانیا عملاً نابود شد و ابتدا توسط داوطلبان و سپس توسط نیروهای وظیفه جایگزین شد. نبردهای اصلی شامل نبردهای سم و پاسچندال بود. پیشرفت در فناوری منجر به ظهور تانک (و ایجاد هنگ تانک سلطنتی) و پیشرفت در طراحی هواپیما (و ایجاد سپاه هوایی سلطنتی) شد که در نبردهای آینده تعیین‌کننده بودند. جنگ سنگربندی در بیشتر دوران جنگ بر استراتژی جبهه غربی غالب بود و استفاده از سلاح‌های شیمیایی (گازهای ناتوان‌کننده و سمی) به ویرانی‌های این دوره از جنگ افزود.
جنگ جهانی دوم در سپتامبر ۱۹۳۹ با حمله ارتش شوروی و آلمان به لهستان آغاز شد. تضمین‌های بریتانیا به لهستانی‌ها باعث شد امپراتوری بریتانیا به آلمان اعلام جنگ کند. همانند جنگ جهانی اول، یک نیروی کمکی نسبتاً کوچک به فرانسه اعزام شد، اما سپس با هجوم نیروهای آلمانی به کشورهای دیگر و سراسر فرانسه در ماه مه ۱۹۴۰، با عجله از دانکرک تخلیه شدند.
پس از آنکه ارتش بریتانیا از شکست‌های قبلی خود بهبود یافت، آلمانی‌ها و ایتالیایی‌ها را در نبرد دوم العلمین در شمال آفریقا در سال‌های ۱۹۴۲–۱۹۴۳ شکست داد و به بیرون راندن آنها از آفریقا کمک کرد. سپس در ایتالیا جنگید و با کمک نیروهای آمریکایی، کانادایی، استرالیایی، نیوزیلندی، هندی و فرانسه آزاد، سازمان‌دهنده و شرکت‌کننده اصلی در حمله روز دی به نرماندی در ۶ ژوئن ۱۹۴۴ بود. که در این نبرد تقریباً نیمی از سربازان متفقین بریتانیایی بودند. در خاور دور، ارتش بریتانیا در نبرد برمه علیه ژاپنی‌ها متحد شد و متصرفات استعماری بریتانیا در خاور دور را پس گرفت.

### دوران پسا استعماری
پس از جنگ جهانی دوم، ارتش بریتانیا به‌طور قابل توجهی از نظر اندازه کاهش یافت، اگرچه خدمت ملی تا سال ۱۹۶۰ ادامه یافت. این دوره شاهد آغاز استعمارزدایی با تقسیم و استقلال هند و پاکستان و به دنبال آن استقلال مستعمرات بریتانیا در آفریقا و آسیا بود.
اگرچه ارتش بریتانیا در اوایل دهه ۱۹۵۰ در کره و سوئز در سال ۱۹۵۶ نقش اصلی را ایفا کرد، در این دوره نقش بریتانیا در رویدادهای جهانی کاهش یافت و در پی آن، ارتش کوچک شد. ارتش راین بریتانیا، متشکل از سپاه اول (BR)، به عنوان سدی در برابر تهاجم شوروی در آلمان باقی ماند. جنگ سرد با پیشرفت‌های تکنولوژیکی قابل توجه در جنگ ادامه یافت و ارتش شاهد معرفی سیستم‌های تسلیحاتی جدید بود.

### جنگ خلیج فارس
ارتش بریتانیا ۵۰٬۰۰۰ سرباز را به ائتلافی که در جنگ خلیج فارس با عراق جنگید، کمک کرد و نیروهای بریتانیایی پس از آزادسازی کویت، کنترل آن را در دست گرفتند. چهل و هفت پرسنل نظامی بریتانیا در طول جنگ خلیج فارس جان باختند.

### جنگ افغانستان
در نوامبر ۲۰۰۱، به عنوان بخشی از عملیات آزادی پایدار با ایالات متحده، بریتانیا نیروهایی را در افغانستان مستقر کرد تا طالبان را در عملیات هریک سرنگون کند. لشکر سوم برای کمک به آزادسازی پایتخت و شکست نیروهای طالبان در کوهستان به کابل اعزام شد. در سال ۲۰۰۶ ارتش بریتانیا تمرکز خود را بر مبارزه با نیروهای طالبان و برقراری امنیت در استان هلمند آغاز کرد و حدود ۹۵۰۰ سرباز بریتانیایی (شامل تفنگداران دریایی، هوایی و ملوانان) مستقر شدند که دومین نیروی بزرگ پس از ایالات متحده بود. در دسامبر ۲۰۱۲، نخست‌وزیر بریتانیا دیوید کامرون اعلام کرد که مأموریت جنگی در سال ۲۰۱۴ پایان می‌یابد و با به دست گرفتن بار اصلی جنگ توسط ارتش ملی افغانستان، تعداد نیروها به تدریج کاهش یافت. بین سال‌های ۲۰۰۱ تا ۲۶ آوریل ۲۰۱۴، در مجموع ۴۵۳ پرسنل نظامی بریتانیا در عملیات‌های افغانستان جان باختند. عملیات هریک با تحویل کمپ باستین در ۲۶ اکتبر ۲۰۱۴ پایان یافت، اما ارتش بریتانیا به عنوان بخشی از عملیات تورال، استقرار خود را در افغانستان حفظ کرد.
پس از اعلام پایان عملیات دولت ایالات متحده در افغانستان، وزارت دفاع در آوریل ۲۰۲۱ اعلام کرد که نیروهای بریتانیایی تا ۱۱ سپتامبر ۲۰۲۱ از این کشور خارج خواهند شد. بعداً گزارش شد که تمام نیروهای بریتانیایی تا اوایل ژوئیه خارج خواهند شد. پس از فروپاشی ارتش افغانستان و تکمیل خروج غیرنظامیان، تمام نیروهای بریتانیایی تا پایان اوت ۲۰۲۱ افغانستان را ترک کردند.

### جنگ عراق
در سال ۲۰۰۳، بریتانیا با اعزام نیرویی بالغ بر ۴۶۰۰۰ پرسنل نظامی، یکی از مشارکت‌کنندگان اصلی در حمله به عراق بود. ارتش بریتانیا کنترل جنوب عراق را در دست داشت و حضور صلح‌بانانه‌ای در بصره داشت. پس از آنکه دولت عراق از تمدید مأموریت آنها خودداری کرد، تمام نیروهای بریتانیایی تا ۳۰ آوریل ۲۰۰۹ از عراق خارج شدند. صد و هفتاد و نه پرسنل نظامی بریتانیایی در جنگ عراق جان باختند. نیروهای مسلح بریتانیا در سال ۲۰۱۴ به عنوان بخشی از عملیات شیدر برای مقابله با دولت اسلامی (داعش) به عراق بازگشتند.

### جنگ اکراین و روسیه
بین سال‌های ۲۰۱۵ تا ۲۰۲۲، ارتش بریتانیا تیم‌های آموزشی کوتاه‌مدت را تحت عنوان عملیات مداری در اکراین، به این کشور اعزام کرد تا به آموزش نیروهای مسلح اوکراین در برابر تجاوز بیشتر روسیه کمک کند. این عملیات در ژوئیه ۲۰۲۲ با عملیات اینترفلکس دنبال شد.

## فرماندهان
| ر.                  | تصویر                                      | نام                                                                | آغاز تصدی       | پایان تصدی      | طول دوران      | منبع                 |
| رئیس ستاد کل        | رئیس ستاد کل                               | رئیس ستاد کل                                                       | رئیس ستاد کل    | رئیس ستاد کل    | رئیس ستاد کل   | رئیس ستاد کل         |
| ------------------- | ------------------------------------------ | ------------------------------------------------------------------ | --------------- | --------------- | -------------- | -------------------- |
| ۱                   | نویل لیتلتون                               | ژنرال نویل لیتلتون (۱۹۳۱–۱۸۴۵)                                     | ۱۲ فوریه ۱۹۰۴   | ۲ آوریل ۱۹۰۸    | ۴ سال، ۵۰ روز  | [ ۱ ]                |
| ۲                   | ویلیام گوستاووس نیکلسون، بارون اول نیکلسون | فیلد مارشال ویلیام گوستاووس نیکلسون، بارون اول نیکلسون (۱۹۱۸–۱۸۴۵) | ۲ آوریل ۱۹۰۸    | ۲۲ نوامبر ۱۹۰۹  | ۱ سال، ۲۳۴ روز | [ ۲ ]                |
| رئیس ستاد کل سلطنتی |                                            |                                                                    |                 |                 |                |                      |
| ۲                   | ویلیام گوستاووس نیکلسون، بارون اول نیکلسون | فیلد مارشال ویلیام گوستاووس نیکلسون، بارون اول نیکلسون (۱۹۱۸–۱۸۴۵) | ۲۲ نوامبر ۱۹۰۹  | ۱۵ مارس ۱۹۱۲    | ۲ سال، ۱۱۴ روز | [ ۳ ]                |
| ۳                   | جان دنتون پینکستون فرنچ                    | فیلد مارشال جان دنتون پینکستون فرنچ (۱۹۲۵–۱۸۵۲)                    | ۱۵ مارس ۱۹۱۲    | ۶ آوریل ۱۹۱۴    | ۲ سال، ۲۲ روز  | [ ۴ ]                |
| ۴                   | چارلز ویتینگهام هورسلی داگلاس              | ژنرال چارلز ویتینگهام هورسلی داگلاس (۱۹۱۴–۱۸۵۰)                    | ۶ آوریل ۱۹۱۴    | ۲۵ اکتبر ۱۹۱۴ † | ۲۰۲ روز        | [ ۵ ]                |
| ۵                   | جیمز ولف موری                              | سپهبد جیمز ولف موری (۱۹۱۹–۱۸۵۳)                                    | ۲۵ اکتبر ۱۹۱۴   | ۲۶ سپتامبر ۱۹۱۵ | ۱ سال، ۱۵۴ روز | [ ۶ ]                |
| ۶                   | آرچیبالد موری                              | سپهبد آرچیبالد موری (۱۹۴۵–۱۸۶۰)                                    | ۲۶ سپتامبر ۱۹۱۵ | ۲۳ دسامبر ۱۹۱۵  | ۸۸ روز         | [ ۷ ]                |
| ۷                   | ویلیام رابرت رابرتسون، بارونت اول          | ژنرال ویلیام رابرت رابرتسون، بارونت اول (۱۹۳۳–۱۸۶۰)                | ۲۳ دسامبر ۱۹۱۵  | ۱۹ فوریه ۱۹۱۸   | ۲ سال، ۵۸ روز  | [ ۸ ]                |
| ۸                   | هنری هیوز ویلسون                           | فیلد مارشال هنری هیوز ویلسون (۱۹۲۲–۱۸۶۴)                           | ۱۹ فوریه ۱۹۱۸   | ۱۹ فوریه ۱۹۲۲   | ۴ years        | [ ۹ ]                |
| ۹                   | فردریک رودولف لمبارت، دهمین ارل کاوان      | فیلد مارشال فردریک رودولف لمبارت، دهمین ارل کاوان (۱۹۴۶–۱۸۶۵)      | ۱۹ فوریه ۱۹۲۲   | ۱۹ فوریه ۱۹۲۶   | ۴ years        | [ ۱۰ ]               |
| ۱۰                  | جورج فرانسیس میلن، بارون اول میلن          | فیلد مارشال جورج فرانسیس میلن، بارون اول میلن (۱۹۴۸–۱۸۶۶)          | ۱۹ فوریه ۱۹۲۶   | ۱۹ فوریه ۱۹۳۳   | ۷ years        | [ ۱۱ ]               |
| ۱۱                  | آرچیبالد آرمار مونتگومری-ماسینگبرد         | فیلد مارشال آرچیبالد آرمار مونتگومری-ماسینگبرد (۱۹۴۷–۱۸۷۱)         | ۱۹ فوریه ۱۹۳۳   | ۱۵ مه ۱۹۳۶      | ۳ سال، ۸۶ روز  | [ ۱۲ ]               |
| ۱۲                  | سیریل دوورل                                | فیلد مارشال سیریل دوورل (۱۹۴۷–۱۸۷۴)                                | ۱۵ مه ۱۹۳۶      | ۶ دسامبر ۱۹۳۷   | ۱ سال، ۲۰۵ روز | [ ۱۳ ]               |
| ۱۳                  | جان ورکر، ششمین ویسکونت گورت               | ژنرال جان ورکر، ششمین ویسکونت گورت (۱۹۴۶–۱۸۸۶)                     | ۶ دسامبر ۱۹۳۷   | ۳ سپتامبر ۱۹۳۹  | ۱ سال، ۲۷۱ روز | [ ۱۴ ]               |
| ۱۴                  | ادموند آیرونساید                           | ژنرال ادموند آیرونساید (۱۹۵۹–۱۸۸۰)                                 | ۴ سپتامبر ۱۹۳۹  | ۲۶ مه ۱۹۴۰      | ۲۶۶ روز        | [ ۱۵ ]               |
| ۱۵                  | جان گریر دیل                               | فیلد مارشال جان گریر دیل (۱۹۴۴–۱۸۸۱)                               | ۲۶ مه ۱۹۴۰      | ۲۵ دسامبر ۱۹۴۱  | ۱ سال، ۲۱۳ روز | [ ۱۶ ]               |
| ۱۶                  | آلن فرانسیس بروک                           | فیلد مارشال آلن فرانسیس بروک (۱۹۶۳–۱۸۸۳)                           | ۲۵ دسامبر ۱۹۴۱  | ۲۵ ژوئن ۱۹۴۶    | ۴ سال، ۱۸۲ روز | [ ۱۷ ]               |
| ۱۷                  | برنارد مونتگومری                           | فیلد مارشال برنارد مونتگومری (۱۹۷۶–۱۸۸۷)                           | ۲۶ ژوئن ۱۹۴۶    | ۱ نوامبر ۱۹۴۸   | ۲ سال، ۱۲۹ روز | [ ۱۷ ] [ ۱۸ ]        |
| ۱۸                  | ویلیام جوزف اسلیم                          | فیلد مارشال ویلیام جوزف اسلیم (۱۹۷۰–۱۸۹۱)                          | ۱ نوامبر ۱۹۴۸   | ۱ نوامبر ۱۹۵۲   | ۴ years        | [ ۱۹ ]               |
| ۱۹                  | آلن فرانسیس هاردینگ                        | فیلد مارشال آلن فرانسیس هاردینگ (۱۹۸۹–۱۸۹۶)                        | ۱ نوامبر ۱۹۵۲   | ۲۹ سپتامبر ۱۹۵۵ | ۲ سال، ۳۳۲ روز | [ ۲۰ ]               |
| ۲۰                  | جرالد تمپلر                                | فیلد مارشال جرالد تمپلر (۱۹۷۹–۱۸۹۸)                                | ۲۹ سپتامبر ۱۹۵۵ | ۲۹ سپتامبر ۱۹۵۸ | ۳ years        | [ ۲۱ ]               |
| ۲۱                  | فرانسیس ووگان فستینگ                       | فیلد مارشال فرانسیس ووگان فستینگ (۱۹۷۶–۱۹۰۲)                       | ۲۹ سپتامبر ۱۹۵۸ | ۱ نوامبر ۱۹۶۱   | ۳ سال، ۳۳ روز  | [ ۲۲ ]               |
| ۲۲                  | ریچارد آمیات هال                           | ژنرال ریچارد آمیات هال (۱۹۸۹–۱۹۰۲)                                 | ۱ نوامبر ۱۹۶۱   | آوریل ۱۹۶۴      | ۲ سال و ۵ ماه  | [ ۲۳ ] [ ۲۴ ] [ ۲۵ ] |
| رئیس ستاد کل        |                                            |                                                                    |                 |                 |                |                      |
| ۲۲                  | ریچارد آمیات هال                           | فیلد مارشال ریچارد آمیات هال (۱۹۸۹–۱۹۰۲)                           | آوریل ۱۹۶۴      | ۸ فوریه ۱۹۶۵    | ۱۰ ماه         | -                    |
| ۲۳                  | آرچیبالد جیمز هالکت کسلز                   | فیلد مارشال آرچیبالد جیمز هالکت کسلز (۱۹۹۶–۱۹۰۷)                   | ۸ فوریه ۱۹۶۵    | ۱ مارس ۱۹۶۸     | ۳ سال          |                      |
| ۲۴                  | جفری هاردینگ بیکر                          | فیلد مارشال جفری هاردینگ بیکر (۱۹۸۰–۱۹۱۲)                          | ۱ مارس ۱۹۶۸     | ۱ آوریل ۱۹۷۱    | ۳ سال، ۳۱ روز  | [ ۲۶ ] [ ۲۷ ] [ ۲۸ ] |
| ۲۵                  | مایکل پاور کارور                           | فیلد مارشال مایکل پاور کارور (۲۰۰۱–۱۹۱۵)                           | ۱ آوریل ۱۹۷۱    | ۱۹ ژوئیه ۱۹۷۳   | ۲ سال، ۱۰۹ روز | [ ۲۹ ]               |
| ۲۶                  | پیتر مروین هانت                            | ژنرال پیتر مروین هانت (۱۹۸۸–۱۹۱۶)                                  | ۱۹ ژوئیه ۱۹۷۳   | ۱۵ ژوئیه ۱۹۷۶   | ۲ سال، ۳۶۲ روز | [ ۳۰ ]               |
| ۲۷                  | رولند کریستوفر گیبز                        | فیلد مارشال رولند کریستوفر گیبز (۲۰۰۴–۱۹۲۱)                        | ۱۵ ژوئیه ۱۹۷۶   | ۱۴ ژوئیه ۱۹۷۹   | ۲ سال، ۳۶۴ روز | [ ۳۱ ] [ ۳۲ ]        |
| ۲۸                  | ادوین برامال                               | فیلد مارشال ادوین برامال (۲۰۱۹–۱۹۲۳)                               | ۱۴ ژوئیه ۱۹۷۹   | ۱ اوت ۱۹۸۲      | ۳ سال، ۱۸ روز  | [ ۳۳ ] [ ۳۴ ] [ ۳۵ ] |
| ۲۹                  | جان ویلفرد استانیر                         | فیلد مارشال جان ویلفرد استانیر (۲۰۰۷–۱۹۲۵)                         | ۱ اوت ۱۹۸۲      | ۲۸ ژوئیه ۱۹۸۵   | ۲ سال، ۳۶۱ روز | [ ۳۶ ] [ ۳۷ ] [ ۳۸ ] |
| ۳۰                  | نایجل بگنال                                | فیلد مارشال نایجل بگنال (۲۰۰۲–۱۹۲۷)                                | ۲۸ ژوئیه ۱۹۸۵   | ۱۰ سپتامبر ۱۹۸۸ | ۳ سال، ۴۴ روز  | [ ۳۹ ]               |
| ۳۱                  | جان لیون چاپل                              | فیلد مارشال جان لیون چاپل (۲۰۲۲–۱۹۳۱)                              | ۱۰ سپتامبر ۱۹۸۸ | ۱۴ فوریه ۱۹۹۲   | ۳ سال، ۱۵۷ روز | [ ۴۰ ]               |
| ۳۲                  | پیتر اینگه، بارون اینگه                    | ژنرال پیتر اینگه، بارون اینگه (۲۰۲۲–۱۹۳۵)                          | ۱۴ فوریه ۱۹۹۲   | ۱۵ مارس ۱۹۹۴    | ۲ سال، ۲۹ روز  | [ ۳۶ ] [ ۴۱ ] [ ۴۲ ] |
| ۳۳                  | چارلز رونالد لولین گاتری                   | ژنرال چارلز رونالد لولین گاتری (زادهٔ ۱۹۳۸)                         | ۱۵ مارس ۱۹۹۴    | ۳ فوریه ۱۹۹۷    | ۲ سال، ۳۲۵ روز | [ ۴۲ ] [ ۴۳ ]        |
| ۳۴                  | راجر نیل ویلر                              | ژنرال راجر نیل ویلر (زادهٔ ۱۹۴۱)                                    | ۳ فوریه ۱۹۹۷    | ۱۷ آوریل ۲۰۰۰   | ۳ سال، ۷۴ روز  | [ ۴۴ ] [ ۴۵ ]        |
| ۳۵                  | مایکل جان داوسون واکر                      | ژنرال مایکل جان داوسون واکر (زادهٔ ۱۹۴۴)                            | ۱۷ آوریل ۲۰۰۰   | ۱ فوریه ۲۰۰۳    | ۲ سال، ۲۹۰ روز | [ ۴۶ ] [ ۴۷ ] [ ۴۸ ] |
| ۳۶                  | مایکل دیوید جکسون                          | ژنرال مایکل دیوید جکسون (۲۰۲۴–۱۹۴۴)                                | ۱ فوریه ۲۰۰۳    | ۲۹ اوت ۲۰۰۶     | ۳ سال، ۲۰۹ روز | [ ۴۹ ]               |
| ۳۷                  | ریچارد دانت                                | ژنرال ریچارد دانت (زادهٔ ۱۹۵۰)                                      | ۲۹ اوت ۲۰۰۶     | ۲۸ اوت ۲۰۰۹     | ۲ سال، ۳۶۴ روز | [ ۵۰ ] [ ۵۱ ]        |
| ۳۸                  | دیوید جولیان ریچاردز                       | ژنرال دیوید جولیان ریچاردز (زادهٔ ۱۹۵۲)                             | ۲۸ اوت ۲۰۰۹     | ۱۵ سپتامبر ۲۰۱۰ | ۱ سال، ۱۸ روز  | [ ۵۲ ] [ ۵۳ ]        |
| ۳۹                  | پیتر آنتونی وال                            | ژنرال پیتر آنتونی وال (زادهٔ ۱۹۵۵)                                  | ۱۵ سپتامبر ۲۰۱۰ | ۵ سپتامبر ۲۰۱۴  | ۳ سال، ۳۵۵ روز | [ ۵۴ ]               |
| ۴۰                  | نیکلاس پاتریک کارتر                        | ژنرال نیکلاس پاتریک کارتر (زادهٔ ۱۹۵۹)                              | ۵ سپتامبر ۲۰۱۴  | ۱۱ ژوئن ۲۰۱۸    | ۳ سال، ۲۷۹ روز | [ ۵۵ ]               |
| ۴۱                  | مارک کارلتون اسمیت                         | ژنرال مارک کارلتون اسمیت (زادهٔ ۱۹۶۴)                               | ۱۱ ژوئن ۲۰۱۸    | ۱۳ ژوئن ۲۰۲۲    | ۴ سال، ۲ روز   | [ ۵۶ ]               |
| ۴۲                  | پاتریک سندرز                               | ژنرال پاتریک سندرز (زادهٔ ۱۹۶۶)                                     | ۱۳ ژوئن ۲۰۲۲    | ۱۵ ژوئن ۲۰۲۴    | ۲ سال، ۲ روز   | [ ۵۷ ]               |
| ۴۳                  | رولند واکر                                 | ژنرال رولند واکر (زادهٔ ۱۹۷۰)                                       | ۱۵ ژوئن ۲۰۲۴    | متصدی           | ۱ سال، ۴۹ روز  |                      |

## یگان‌های کنونی
از یگان‌های نیروی زمینی بریتانیا می‌توان از گاردهای وِلش (به انگلیسی: Welsh Guards)، گاردهای استکاتز (به انگلیسی: Scots Guards)، هنگ سلطنتی تفنگ‌داران گورخا (به انگلیسی: Royal Gurkha Rifles) و سپاه سلطنتی مهندسان (به انگلیسی: The Corps of Royal Engineers) نام برد.

## نگارخانه

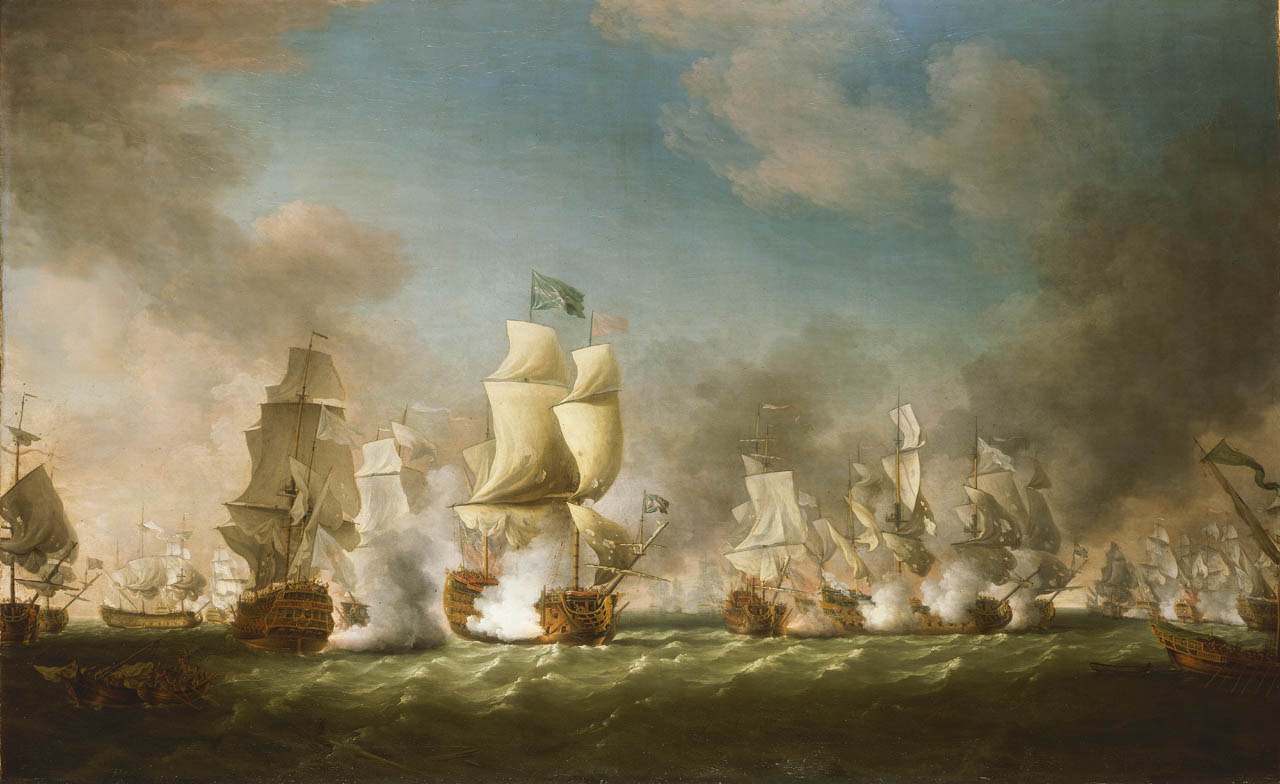
نبرد کیپ پاسرو در سال ۱۷۱۸ میلادی

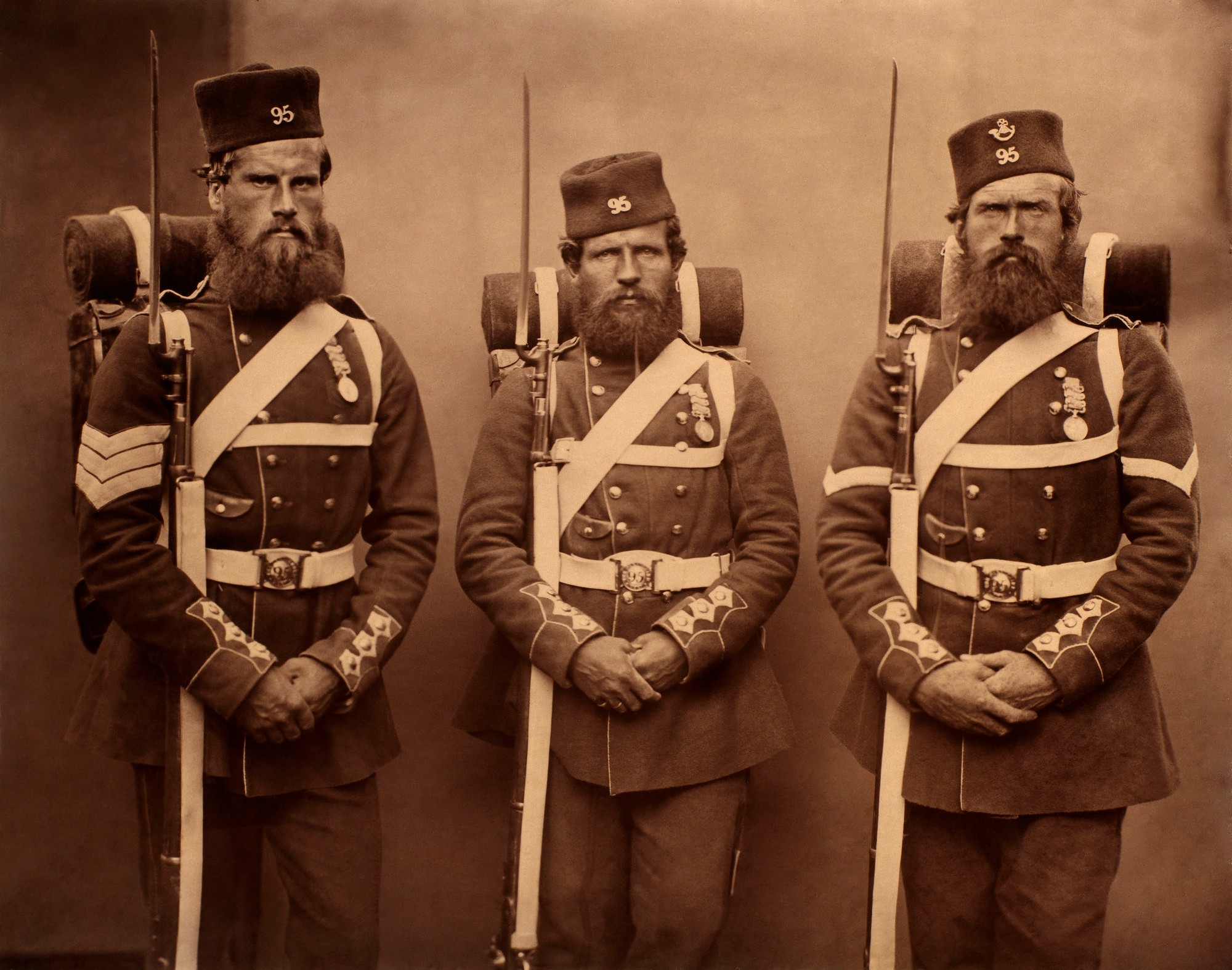
جابز هیوز بعد از کندال و هاولت - قهرمانان جنگ کریمه - جان گری، توماس اونزلو و پاتریک کارتای از هنگ ۹۵ (دربی شایر) فوت
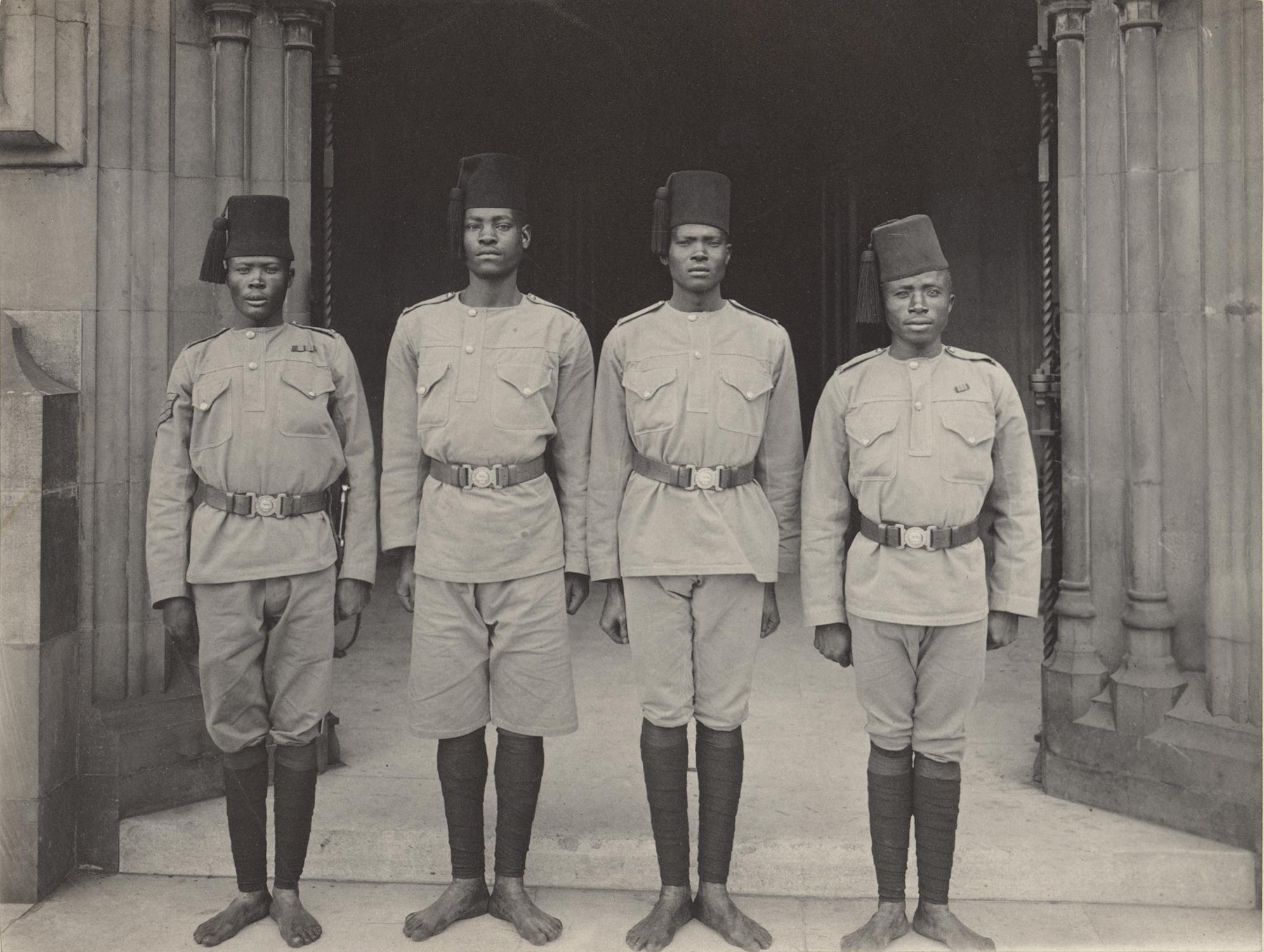
سربازان گردان تفنگداران آفریقایی پادشاه
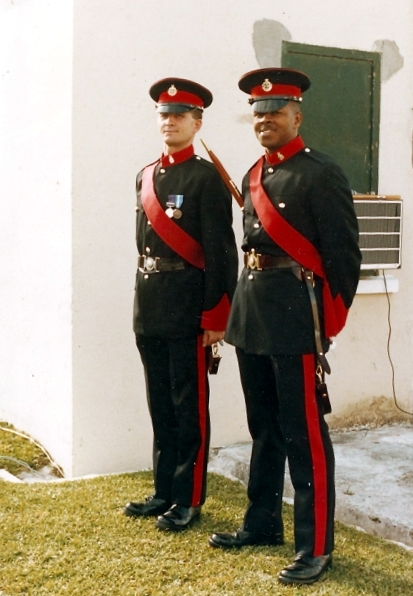
دو افسر هنگ برمودا
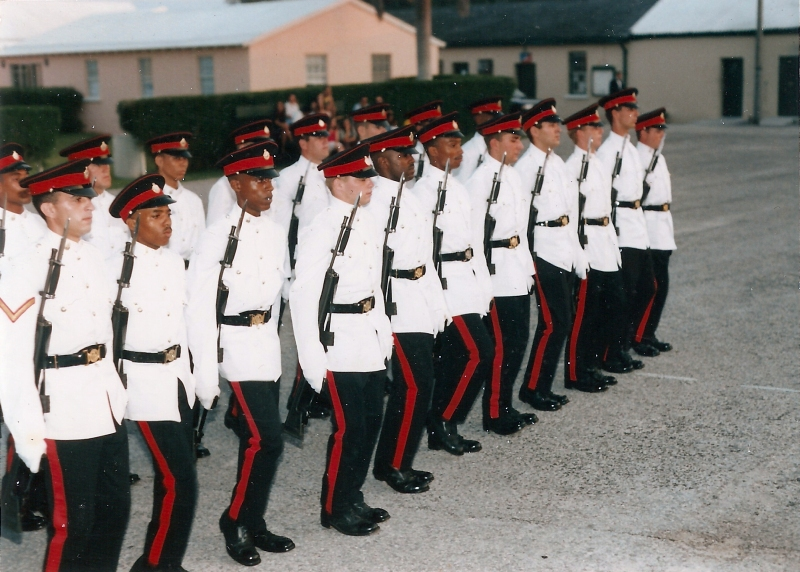
هنگ برمودا، افسر غیر مامور (PNCO)، رژه ارتقای کادر در یونیفرم ارتش بریتانیا شماره ۳: لباس تشریفاتی در هوای گرم
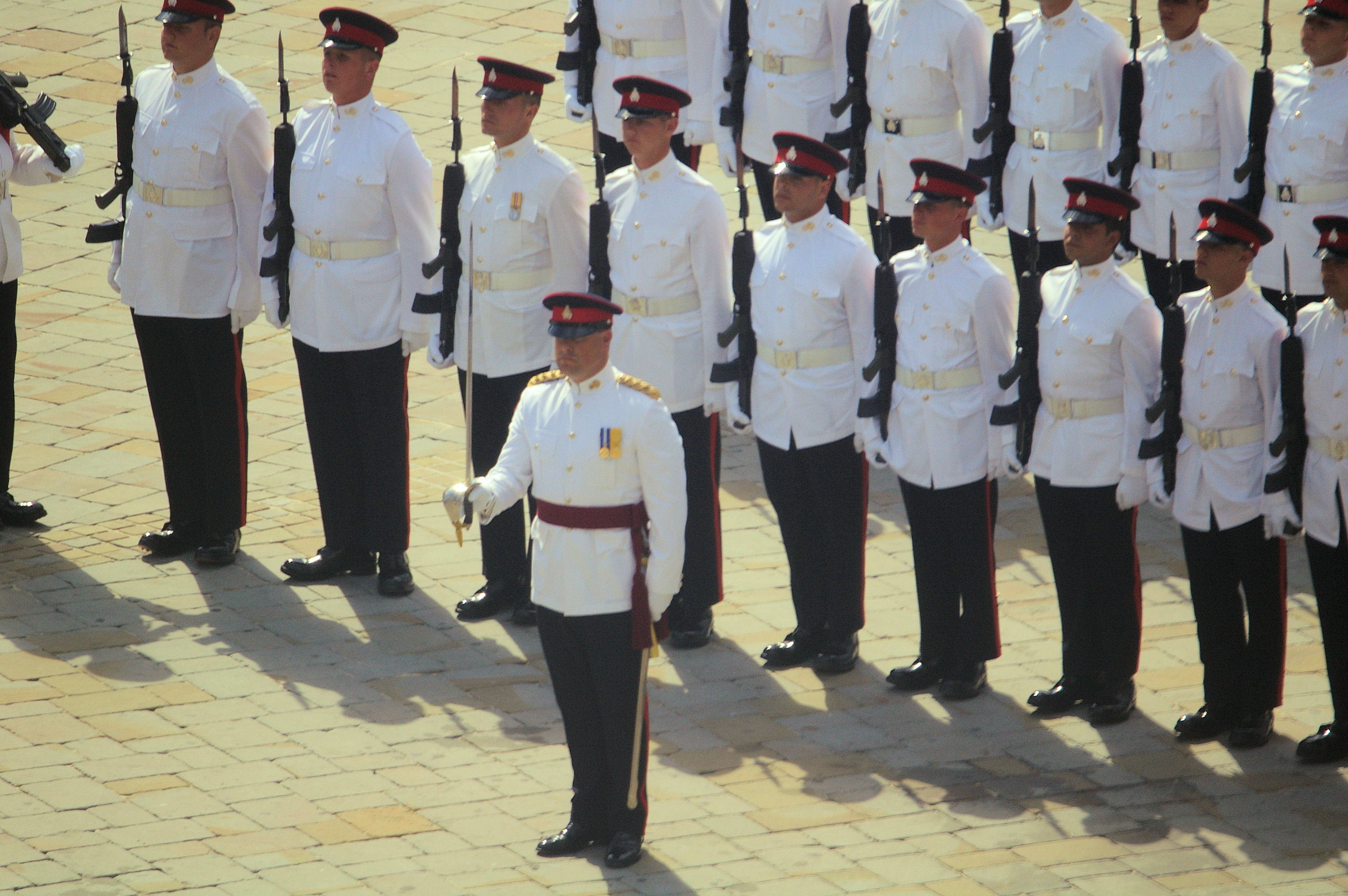
رژه هنگ سلطنتی جبل الطارق به مناسبت تولد ملکه در ۱۴ ژوئن ۲۰۰۷

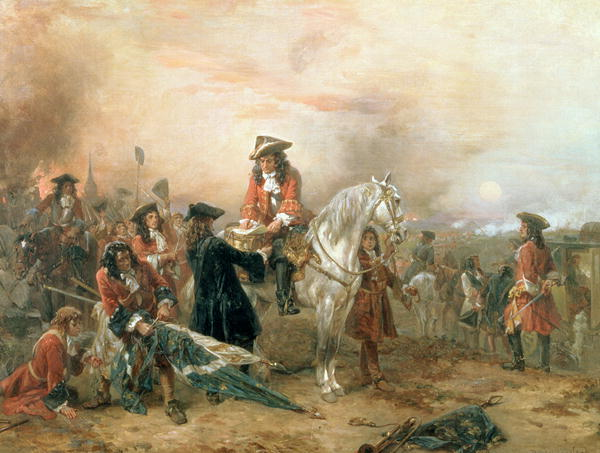
جان چرچیل، دوک مارلبورو از نخستین ژنرال‌های نیروی زمینی بریتانیا بود که دارای لقب سلطنتی بود